# 南太平洋 (ミュージカル)

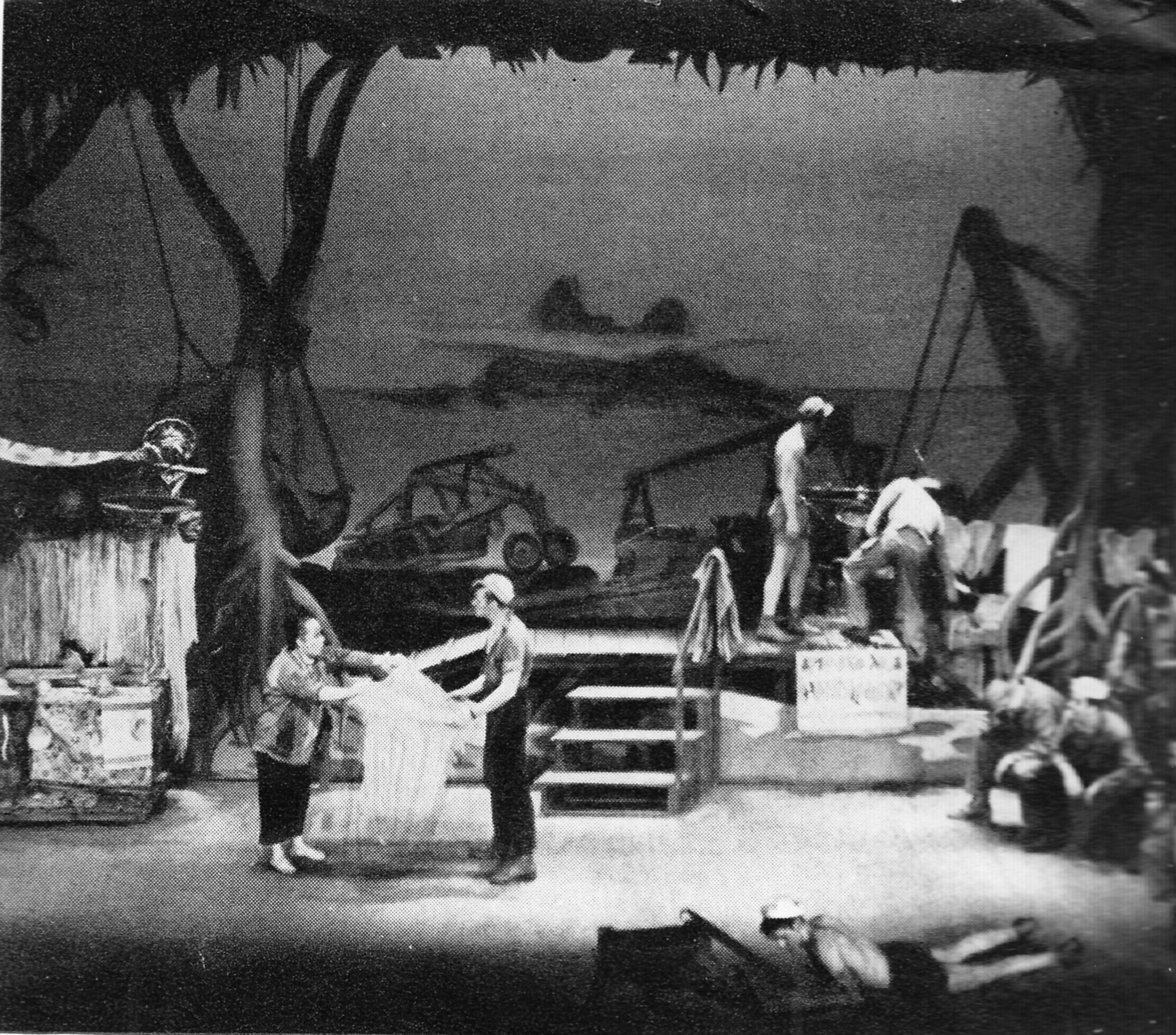
『南太平洋』ブロードウェイ公演の一場面

『南太平洋』（みなみたいへいよう、South Pacific）は、1949年初演のブロードウェイミュージカル。ジェームズ・ミッチナーの小説『南太平洋物語』（Tales of the South Pacific 1947年）、の中の、"Fo dalla"、"Our heroine"が原作。作曲はリチャード・ロジャース、脚本・作詞はオスカー・ハマースタイン2世。1950年、トニー賞・ピューリッツァー賞（戯曲部門）を受賞。メアリー・マーティン（ネリー役、トニー賞ミュージカル主演女優賞受賞）とエツィオ・ピンツァ（エミール役、トニー賞ミュージカル主演男優賞受賞）、ファニタ・ホール（ブラッディ・メリー役、トニー賞ミュージカル助演女優賞受賞）がオリジナルキャストとして出演している。

## あらすじ
太平洋戦争の真最中、南太平洋のニューヘブリディーズ諸島のある島に、海兵隊のジョセフ・ケーブル中尉が任務を帯びてやってきたところからストーリーは始まる。戦争の悲劇の中、対日作戦に協力するフランス出身の農園主エミール・デ・ベックと、島の海軍の看護婦ネリー・フォーブッシュ、ジョセフと島の土産物屋メリーの娘リアットとの恋を描く。

## 日本での公演
1966年（初演）
- 1966年5月1日 - 5月29日 東宝制作により新宿コマ劇場にて上演。翻訳・訳詞は森岩雄、高田容子が担当。演出は菊田一夫が担当。渥美清は生涯唯一のミュージカル出演。

1979年
- 1979年6月3日 - 6月28日 東宝制作にて、東京宝塚劇場にて上演。演出はジョン・ファンリイが担当。

1984年
- 1984年9月22日 - 10月5日（宝塚歌劇団・月組公演）バウホール公演として選抜メンバーで上演。演出は村上信夫が担当。
- 上記公演の、東京版として、1985年9月23日 - 26日ゆうぽうとホール（東京・五反田）にて東京公演。

1999年
- 東宝の制作で青山劇場にて上演。演出は山田和也が担当。本公演のキャストによるCD（2枚組）発売。

2013年（宝塚歌劇団・星組公演）
- 主演に轟悠（宝塚歌劇団・専科）を迎え、シアタードラマシティと日本青年館で上演。
- 潤色・演出は原田諒が担当。

2015年
- 映画演劇文化協会主催「ハローミュージカル！プロジェクト」として全国ツアーで上演。
- 演出・振付は上島雪夫が担当。

### 主なキャスト
|                            | 1966年     | 1979年     | 1984年 月組 | 1999年     | 2013年 星組        | 2015年              |
| -------------------------- | ---------- | ---------- | ----------- | ---------- | ------------------ | ------------------- |
| エミール・ド・ベック       | 高島忠夫   | 宝田明     | 剣幸        | 滝田栄     | 轟悠（専科）       | 別所哲也            |
| ネリー・フォーブッシュ     | 越路吹雪   | 安奈淳     | 春風ひとみ  | 一路真輝   | 妃海風             | 藤原紀香            |
| ジョー・ケーブル中尉       | 岡田真澄   | おりも政夫 | 旺なつき    | 松村雄基   | 真風涼帆           | 渡辺大輔 藤田玲     |
| リアット                   | 二木てるみ | 湖条れいか | 仁科有理    | みほこ     | 綺咲愛里           | 中根百合香 田中祥恵 |
| ブラッディ・メリー         | 坂本スミ子 | ペギー葉山 | 常盤幸子    | 前田美波里 | 英真なおき（専科） | ちあきしん          |
| ジョージ・ブラケット大佐   |            | ハナ肇     | 汝鳥伶      | 斎藤晴彦   | 一樹千尋（専科）   | 磯部勉              |
| ウィリアム・ハービソン中佐 |            |            | 星原美沙緒  |            | 美稀千種           | 青木鉄仁            |
| ルーサー・ビリス           | 渥美清     | 井上順     | 一文字新    | 綿引勝彦   | 美城れん           | 太川陽介            |

## 主なナンバー
- 魅惑の宵 (Some Enchanted Evening)
- 女が一番 (There Is Nothing Like a Dame)
- バリハイ (Bali Ha'i)
- ワンダフル・ガイ (A Wonderful Guy)
- 春よりも若く (Younger than Springtime)
- ハッピー・トーク (Happy Talk) 日本ではキリンビールのCMソングとして長期間使用され続けている。
- 用心深いはなし (Carefully taught)
- マイ・ガール・バック・ホーム (My girl back home) 初演ではカットされて歌われなかったが、映画版で復活した曲。

## 映画
1958年に映画化された。ブロードウェイ版の監督であるジョシュア・ローガンが映画版でもそのまま監督をし、出演はミッツィー・ゲイナー、ロッサノ・ブラッツィ、ジョン・カーなど。2時間51分の上映時間で完成し、先行上映の後、2時間38分に再編集されて公開された。
当時は珍しかった2か月に及ぶ大規模なロケーション撮影が、ハワイのカウアイ島で敢行されて話題になった。しかし、歌のシーンでせっかくの美しい風景に（舞台の照明切替を意識した）様々な色のカラー・フィルターをかけてしまうという演出があったため、批評家の意見は賛否が分かれ、アカデミー作品賞でも『恋の手ほどき』(Gigi) に大きく差をつけられる結果になった。
ただし、映画公開に先行して発売されたサウンドトラックが人気を牽引する形となり、興行的には国内外で大成功をおさめ、1950年代を代表する人気映画の一つとなった（映画の製作費500万ドルに対し、全米配給収入だけで1850万ドルを稼ぎ出している）。
日本では、『オクラホマ!』などとともに70mmフィルムで撮影、公開されるさきがけの映画にもなった。このため南太平洋の70mm版フィルムに対応するために、場内設備を改装した映画館もある。

### 登場人物
エミール・デ・ベック
演 - ロッサノ・ブラッツィ（歌唱吹替 - ジョルジョ・トッツィ）
フランス出身の裕福な農園主。
ネリー・フォーブッシュ
演 - ミッツィー・ゲイナー
海軍看護婦。
ジョセフ・ケーブル
演 - ジョン・カー（歌唱吹替 - ビル・リー）
海兵隊中尉。
ルーサー・ビリス
演 - レイ・ウォルストン
兵士。洗濯屋兼よろず屋。
メリー
演 - ファニタ・ホール（歌唱吹替 - ミュリエル・スミス）
土産物屋。
リアット
演 - フランス・ニュイエン
メリーの娘。
ジョージ・ブラケット
演 - ラス・ブラウン
米軍大佐。島の司令官。

### キャスト
| 役名                   | 俳優                 | 日本語吹替                            |
| 役名                   | 俳優                 | TBS版                                 |
| ---------------------- | -------------------- | ------------------------------------- |
| エミール・デ・ベック   | ロッサノ・ブラッツィ | 広川太一郎                            |
| ネリー・フォーブッシュ | ミッツィー・ゲイナー | 武藤礼子                              |
| ジョセフ・ケーブル     | ジョン・カー         | 井上真樹夫                            |
| ルーサー・ビリス       | レイ・ウォルストン   | 加茂嘉久                              |
| メリー                 | ファニタ・ホール     | 川路夏子                              |
| リアット               | フランス・ニュイエン | 岡本茉利                              |
| ジョージ・ブラケット   | ラス・ブラウン       | 矢田稔                                |
| ビル・ハービソン       | フロイド・シモンズ   | 西山連                                |
| 不明 その他            |                      | 立壁和也 清野みな 鈴木れい子 飯田有穂 |
|                        |                      |                                       |
| 演出                   | 演出                 | 佐藤敏夫                              |
| 翻訳                   | 翻訳                 | 九鮎子                                |
| 効果                   | 効果                 | TFC                                   |
| 調整                   | 調整                 | 山下欽也                              |
| 制作                   | 制作                 | 東北新社                              |
| 解説                   | 解説                 | 荻昌弘                                |
| 初回放送               | 初回放送             | 1973年3月26日 『月曜ロードショー』    |

※ソフト未収録